# I. Edmund wessexi király
I. Eadmund vagy Edmund (921/922 – 946. május 26.), melléknevei: Idősebb, Nagyszerű. 939-től haláláig Anglia királya volt. Rövid, ám eseményekkel teli uralkodása alatt sikerrel harcolt a vikingek ellen Közép-Angliában és Northumbriában.
Idősebb Edward fia és Athelstan féltestvére volt. Ott harcolt bátyja mellett Brunanburghi csatában 937-ben. Athelstan halála után örökölte a trónt. Nem sokkal királlyá koronázását követően több katonai támadást kellett kezelnie. II. Olaf dublini király elfoglalta Northumbriát és bevonult Közép-Angliába (Midlandsbe). Mikor 942-ben meghalt, Edmund visszafoglalta Midlands területét. 943-ban ő lett Olaf yorki király keresztapja. 944-ben sikeresen visszafoglalta Northumbriát. Ugyanebben az évben szövetségese, York királya elvesztette a trónját, s Dublinba menekült. Olaf lett Olaf Cuaran néven a dublini király, és ezután innen segítette keresztapját. 945-ben Edmund meghódította Strathclyde-ot, de átadta uralkodói jogait I. Malcolm skót királynak. Cserébe megállapodtak, miszerint kölcsönösen támogatják egymást háború esetén. Így Edmund létrehozott egy biztonságos határsávot és békés külpolitikát folytatott Skóciával. Uralkodása idején kezdődött a X. századi kolostori újjáéledés is Angliában. Legismertebb tette, hogy ő nevezte ki Glastonbury apátjává Dunstant. 946-ban tárgyalásra küldte embereit Franciaországba Lajos királyhoz, aki Athelstan udvarában nevelkedett, de a tárgyalás eredményeit már nem tudhatta meg.
Leofa, egy száműzött tolvaj ölte meg Edmundot palotájában. Ünnepségen volt Pucklechurchben, mikor észrevette a tömegben Leofát. Miután megpróbált a tolvaj elmenekülni, a király és a tanácsadói elfogták. Edmund és Leofa mindketten meghaltak. A trónon 946 és 955 között öccse, Edred követte.

## Gyermekei
- Edmund első felesége, Shaftesbury-i Szent Ælfgifu[1][2] (†944) két gyermeket szült férjének:
  - Eadwig[2] (941 – 959. október 1.), angol király 955-től.
  - Edgar[2] (943 – 975. július 8.), angol király 959-től.[4]
- Második feleségétől, Damerham-i Æthelflæd[1][2] nem született gyermeke.